# Colibrí de bosc sec
Campylopterus calcirupicola és una espècie d'ocell de la família dels troquílids (Trochilidae) que rep en anglès el nom de "Dry-forest Sabrewing" (colibrí de bosc sec). Habita boscos i matolls del Brasil oriental.